# Bel Air (canção)
Bel Air é uma canção da cantora e compositora Lana Del Rey. A canção aparece em seu terceiro extended play, Paradise. Assim como para o single "Summertime Sadness" um videoclipe promocional foi lançado através do serviço VEVO no início de novembro. O vídeo foi confrontado com a aclamação da crítica, com críticas em sua maioria positivas. Após o lançamento de Paradise, a canção obteve posições nas tabelas musicais do Reino Unido e França.

## Videoclipe e composição
Um vídeo promocional para a faixa de encerramento, "Bel Air", foi lançado em 8 de novembro de 2012. Filmado por Kyle Newman, o vídeo contou com imagens gravadas para o videoclipe da canção "Summertime Sadness", entretanto não usadas. Girando admite um cenário esfumaçado e lavada com monocromáticos azuis, verdes e violetas, Del Rey é apresentada como um ser celestial. Embora a dublagem musical no vídeo é despercebida, Del Rey é ouvida cantando a linha: "Roses, Bel Air, take me there/ I’ve been waiting to meet you/ Palm trees, in the light, I can see, late at night/ Darling I’m willing to greet you/ Come to me, baby." A Rolling Stone elogiou a mudança da personalidade que Lana Del Rey exibiu no vídeo da balada. A revisora do PopCrush, Amy Sciarretto, chamou o vídeo de "snoozy", "uma forma de arte", e fez comparações entre o trabalho de Del Rey e neo-noir filmografia. AOL's Spinner, disse: "Aqui estmos nós imaginando o passo-a-passo da gravação do vídeo para a canção "Bel Air". Diretor: Lana, você pode ficar em torno de fumaça por um tempo e, ocasionalmente, olhar para uma câmera? Lana: Sim. Diretor: Brilhante!" A MTV apontou os paralelos óbvios do título da música adquirida com o programa de televisão Fresh Prince of Bel Air. Observando que Del Rey foi "impressionante" no vídeo de "Bel Air", Vibe disse que "... definitivamente manteria Lana ocupada por algumas horas."
Na descrição do vídeo, Del Rey adicionou uma transcrição. Ele dizia: "Eu [sic] perdi minha reputação, eu [sic] esqueci minha verdade. Mas eu [sic] tenho minha beleza e eu [sic] tenho minha juventude. 'Tropico' o filme, chegando no próximo ano". Spinner respondeu à reflexão tardia ambígua com a confusão, afirmando que eles não sabiam o que isso significava. Em 21 de novembro de 2012, o vídeo de "Bel Air" já recebeu mais de 3 milhões de visualizações no YouTube.

## Uso em outras mídias
Ao lado de Paradise, Del Rey planeja lançar um curta-metragem intitulado Tropico que apresenta as canções "Bel Air", "Body Electric", e "Gods and Monsters". Através de diversas plataformas de mídia social, Del Rey lançou imagens promocionais para o filme, retratando uma Del Rey em uma touca que lembra a de Maria, Mãe de Jesus e outro com Del Rey segurando uma cobra e posando como Eva, a mulher bíblica de Adão de Gênesis. No Twitter, Del anunciou que o filme iria estrear no Hollywood Forever Cemetery, em Los Angeles, referindo-se ao curta-metragem como uma "despedida". Os críticos notaram que este contradizia outras reivindicações por Del Rey que iria lançar um terceiro álbum de estúdio, com uma demonstração da música "Black Beauty" tendo seu vazamento on-line.  Em 22 de novembro de 2013, um trailer oficial de Tropico foi lançado, no final do trailer, foi anunciado que o filme seria enviado para a conta do VEVO oficial da cantora a 5 de dezembro de 2013. Já no dia 3 de dezembro de 2013, o site oficial de Del Rey anunciou que o filme iria estrear no Cinerama Dome, em Hollywood, Califórnia, antes de seu lançamento.

## Recepção da crítica
O revisor Leah Collins, do Canada.com  chamou de "Bel Air" de Enya-canalizada, uma valsa estranha. Por outro lado, o The Huffington Post escreveu que tanto "Bel Air" e "Yayo" são faixas de enchimento ao Paradise. Insatisfeito com outras músicas do Paradise, o Digital Spy disse que em "Bel Air", Del Rey finalmente acerta, chamando a canção de "um nevado".

## Desempenho nas tabelas musicais
| Parada musical (2012)        | Melhor posição |
| ---------------------------- | -------------- |
| França France Single Charts  | 105            |
| Reino Unido UK Single Charts | 184            |